# Josef Gabriel (Politiker, 1880)
Josef Gabriel (* 27. Januar 1880 in Merczyfalva, Königreich Ungarn, Österreich-Ungarn; † 25. August 1959 in Anina, Volksrepublik Rumänien) war ein Politiker (UDVP, DSVP) und ehemaliger Abgeordneter der rumänischen Abgeordnetenkammer.

## Ausbildung und Beruf
Josef Gabriel war Sohn des bereits zu Lebzeiten bekannten Bauerndichters und Landwirts Josef Gabriel senior. Er besuchte 1891 bis 1899 das Gymnasium in Szegedin und studierte nach dem Abitur 1899 bis 1903 an der Universität Budapest, Universität Klausenburg und Universität Marburg Rechtswissenschaften. 1903 wurde er in Klausenburg zum Dr. jur. promoviert. 1903 bis 1907 war er Adjunkt in der Rechtsanwaltskanzlei von Ludwig Kremling in Weißkirchen. 1907 bis 1948 arbeitete er als selbstständiger Anwalt in Timișoara.

## Politik
Josef Gabriel trat der UDVP bei und war 1909 als Parlamentskandidat der UDVP im Gespräch. 1914 wurde er Vorstandsmitglied des Südungarischen landwirtschaftlichen Bauernvereins. 1918 wurde er Mitglied der Deutsch-Schwäbischen Volkspartei, die sich dafür einsetzte, dass das Banat an Rumänien fallen sollte. Er gehörte vom 13. bis 14. November 1918 zu den deutschen Vertretern bei den rumänisch-ungarischen Gesprächen über das Banat und am 15. August 1919 der Delegation der Banater Schwaben die die Anschlussresolution vom 10. August 1919 der rumänischen Regierung überbrachten.
Bei der Wahl am 2. April 1919 wurde er für den Wahlkreis Neu-Arad in die Abgeordnetenkammer gewählt und schloss sich dort der Fraktion der Deutschen Partei an. Er gehörte dem Parlament bis 1920 an. Als Mitglied des Volkszugsausschusses der deutschen Volkspartei und Autor in deren Zeitung Die Wacht erwarb er sich den Ruf eines Radikalen.
1926 bis 1941 war er Obmann des Banater Deutsch-Schwäbischen Kulturverbandes und Mitarbeiter an dessen Blatt Banater Deutsche Kulturhefte. Zwischen 1929 und 1938 war Josef Gabriel Honorarkonsul der Republik Österreich in Timișoara. Vom 2. September 1927 bis 21. September 1927 war er Bürgermeister von Timișoara.

## Verfolgung und späte Jahre
Josef Gabriel erhielt von den kommunistischen Machthabern 1948 Berufsverbot und wurde 1951 bis 1953 im Zuchthaus festgehalten.